# 塞武尔科尔
塞武尔科尔，是西班牙卡斯蒂利亚-莱昂塞戈维亚省的一个市镇。 总面积28平方公里，总人口273人（2001年），人口密度10人/平方公里。